# Fortunato Pasqualino
Fortunato Pasqualino (Butera, 8 novembre 1923 – Roma, 14 settembre 2008) è stato uno scrittore, drammaturgo e filosofo italiano.

## Biografia
Fortunato Pasqualino nacque l'8 novembre 1923 a Butera (Caltanissetta). Nel 1932 si trasferì con la famiglia a Caltagirone e sarà presto costretto ad abbandonare la scuola per lavorare negli aranceti. Dopo aver trascorso oltre cinque anni lavorando nei campi, riprese gli studi completando da privatista in pochi anni le medie e il liceo classico, per poi essere chiamato alle armi durante la seconda guerra mondiale, nel 1942.
Terminata la sconfortante esperienza del conflitto, nel 1947 si iscrisse alla Facoltà di Filosofia presso l'Università degli studi di Catania, e nel 1948 presentò il saggio A proposito della storia come linguaggio al XV Congresso Nazionale di Filosofia a Messina. Durante gli anni universitari incontrò Carlo Carretto, presidente della Gioventù Italiana di Azione Cattolica, che nel 1949 lo invitò a seguirlo a Roma. Successivamente si recò anche a Bologna, dove rimase un anno circa frequentando la comunità religiosa di laici presieduta da Giuseppe Dossetti. Si spostò poi a Firenze, dove entrerà in contatto con Giorgio La Pira. Nel 1951 conseguì la laurea in Filosofia a pieni voti e si trasferì in Sardegna, dove insegnò Filosofia, Pedagogia, e Psicologia presso gli Istituti Magistrali Vescovili di Ales e San Gavino; qui conobbe il giovane scrittore Antonio Puddu di cui diventerà grande amico. Nel 1953 esordì come autore di saggistica filosofica con la pubblicazione della tesi di laurea La necessità di esprimersi e la vita come linguaggio che sarà seguita da Educazione e linguaggio (1957) ed altri saggi di filosofia del linguaggio.
Nel 1955 si trasferì definitivamente a Roma, dove lavorerà in RAI per oltre trent'anni come ideatore e conduttore di programmi radiofonici e televisivi (tra cui Quando un bambino si ammala, Boomerang, La Terra Promessa, Si...Ma, Apriti Sabato, Sapere, Il tono della convivenza) ed intraprenderà un'estesa attività di collaborazione giornalistica con numerosi quotidiani e periodici (tra cui Avvenire, L'Osservatore Romano, Famiglia Cristiana, La Sicilia, La Stampa, Corriere della Sera, Il Tempo, Oggi, Epoca, Il Giorno) e riviste culturali (tra cui Studi Cattolici, La Fiera Letteraria, Dialogo, Il dramma, Il Caffè, Messaggero di Sant'Antonio, Jesus, Davide, Humanitas, Nostro Tempo). Dalla lunga collaborazione con Studi Cattolici nacque un'amicizia con il suo direttore Cesare Cavalleri, caratterizzata da suggestivi carteggi poi pubblicati sulla rivista. Venne chiamato ad insegnare Filosofia dello Spettacolo presso l'Università Pro Deo (l'attuale Luiss) e a dare lezioni di sociologia sturziana presso il Centro Italiano di Studi Politici alla Camilluccia.
Nel 1963 pubblicò il romanzo autobiografico Mio Padre Adamo, che riscosse notevole successo di pubblico e critica e vinse il Premio Campiello -  Selezione Giuria dei Letterati Ispirato al periodo trascorso lavorando nelle campagne è il romanzo La Bistenta, edito da Rizzoli nel 1964 e poi ripubblicato successivamente con il titolo Il Ragazzo delle Cinque Isole nel 1971. Il saggio filosofico Diario di un Metafisico (1964) piacque tanto a Paolo VI e venne rilanciato da Rusconi che lo pubblicherà nel 1981 con il titolo I segni dell'anima. 
Sposatosi nel 1966 con la statunitense Barbara Olson, da cui avrà quattro figli, Pasqualino effettuerà molti viaggi negli Stati Uniti che saranno di ispirazione per i suoi libri America Baccante (1968) e Caro buon Dio (1970).
Nel 1969 Pasqualino, insieme al fratello Pino, fondò la compagnia Teatro Minimo di Pupi Siciliani (successivamente chiamato e meglio conosciuto come Teatro di Pupi Siciliani dei Fratelli Pasqualino). I pupi siciliani erano stati una forte passione della sua infanzia, interrotta bruscamente dalla madre al sopraggiungere precoce dell'età del lavoro. La compagnia esordì nel 1969 con lo spettacolo Trionfo, passione e morte del cavaliere della Mancia (Don Chisciotte), trasmesso dalla RAI l'anno successivo per la regia di Paolo Gazzara. Avvalendosi dei testi teatrali scritti appositamente da Pasqualino, la compagnia svolgerà la sua attività per trent'anni in una sede stabile a Roma nel quartiere Trastevere e parteciperà a numerose tournée in Italia e all'estero. Il volume Teatro con i Pupi Siciliani (1980) raccolse e pubblicò, per la prima volta nella tradizione del teatro dei pupi, i testi degli spettacoli.
In ambito cinematografico, Pasqualino svolse attività di consulenza per Roberto Rossellini, che diresse lo sceneggiato televisivo Atti degli Apostoli del 1969. Insieme ad Ermanno Olmi, scrisse il soggetto e la sceneggiatura del film Durante l'estate, presentato alla 32ª Mostra Internazionale d'Arte Cinematografica di Venezia nel 1971. Nel 1973, narrò in diretta per Rai Uno la prima ostensione televisiva della Sindone di Torino, introdotta da una rara apparizione televisiva di Paolo VI e seguita con grande partecipazione in diversi paesi europei.
Il romanzo Il Giorno che fui Gesù, del 1977, verrà ripubblicato in numerose edizioni e tradotto in inglese nel 1999 (con il titolo The Little Jesus of Sicily).
Nel 1978 Pasqualino vinse il Premio Ennio Flaiano per l'opera teatrale Socrate baccante pubblicata ne La danza del filosofo (1992) e scrisse la sceneggiatura per il film Turi e i paladini diretto da Angelo D'Alessandro, scelto per rappresentare il cinema italiano al Festival internazionale del cinema di Berlino del 1980. 
Nel 1994 prestò la propria consulenza per la realizzazione del film televisivo La Genesi di Ermanno Olmi, andato in onda su Rai Uno. Nel 1999 fu uno degli scrittori europei chiamati dal Consiglio d'Europa per comporre un testo ad espressione dei valori della cultura europea che è stato inciso sul Ponte d'Europa a Strasburgo.
Nel suo ultimo libro, Chiunque tu sia. Con Gesù a passo d'asino (2005) ripercorse con piglio investigativo la vita di Gesù “in umiltà a passo d'asino” facendone affiorare, con dirompente realismo, la dimensione più propriamente umana.

## Opere

### Narrativa e saggistica
- A proposito della storia come linguaggio, 1948.
- Il Filosofo ignorante o de la ragion d'essere delle cose, 1949.
- Filipso: Commedia filosofica, Caltagirone, La nuova grafica C. Napoli, 1949.
- La necessità di esprimerci e la vita come linguaggio, Padova, CEDAM, 1953.
- Discorso immaginario del capo del governo di un'Italia immaginaria, Caltagirone, Anonima Vita, 1955.
- Educazione e linguaggio, Roma, AVE, 1957.
- Discorsetto di metafisica, 1959
- Mio padre Adamo, Bologna, Cappelli, 1963.
- La bistenta, Milano, Rizzoli, 1964.
- Diario di un metafisico, Roma, AVE, 1964.
- America baccante, Torino, Borla, 1968.
- Caro buon Dio, Milano, Rusconi, 1970.
- La casa del calendario, Milano, Massimo, 1976.
- Le vie della gioia, Alba, Paoline, 1977.
- Il giorno che fui Gesù, Milano, Famiglia Cristiana, 1977.
- L'orecchino del filosofo, Padova, Messaggero, 1979.
- I segni dell'anima, Milano, Rusconi, 1981.
- Sant'Antonio racconta, Brescia, Morcelliana, 1985.
- Preghiera di uno stravagante, 1985.
- L'uomo di Argo, Cosenza, Pellegrini, 1986.
- Confidenze di Barbara, Milano, Paoline, 1988.
- La danza del filosofo: rapsodia di varia umanità, Treviso, Santi Quaranta, 1992.
- Lo zingaro di Sicilia: avventura di vita e pensiero, Palermo, Novecento, 1993.
- Gli orecchini di Dio: l'assurdo tra noi, Torino, SEI, 1996.
- Chiunque tu sia – Con Gesù a passo d'asino, Caltagirone, Pegaso, 2005.

### Teatro
- Abelardo, Trapani, Celebes, 1969.
- Il dottor Prometeo, Roma, il Caffè Letterario e Satirico, 1971.
- Garibaldi e i mille e uno, Roma, Studi Cattolici, 1980.
- Mosè e il faraone, Roma, Studi Cattolici, 1973.
- Trionfo, passione e morte del Cavaliere della Mancia, Roma, S. Ventura, 1978.
- Pinocchio alla corte di Carlomagno  , Roma, S. Ventura, 1978.
- Un cavallo per sua maestà, Frascati, Tusculum, 1978.
- La locanda del Vangelo, Roma, Paoline, 1978.
- Teatro con i pupi siciliani, Palermo, Cavallotto, 1980. Raccoglie i seguenti testi:

Trionfo, passione e morte del cavaliere della Mancia
Anfitrione Siculo
Pinocchio alla corte di Carlomagno
Mosè e il faraone
Le tentazioni di Gesù
Garibaldi e i mille e uno
Il paladino di Assisi
- L'arte dei pupi: teatro popolare siciliano, Milano, Rusconi, 1983.
- Socrate baccante (pubblicato con il titolo La danza del filosofo in La danza del filosofo: rapsodia di varia umanità), Treviso, Santi Quaranta, 1992.
- Vangelo secondo Satana (pubblicato in La danza del filosofo: rapsodia di varia umanità), Treviso, Santi Quaranta, 1992.
- Processo ad Abelardo (pubblicato in La danza del filosofo: rapsodia di varia umanità), Treviso, Santi Quaranta, 1992.
- La donna e il lapsus (pubblicato in La danza del filosofo: rapsodia di varia umanità), Treviso, Santi Quaranta, 1992.

#### Altre opere di Fortunato Pasqualino dal repertorio del Teatro di Pupi Siciliani dei Fratelli Pasqualino
- La spada di Orlando
- Guerrin Meschino
- Pulcinella tra i saraceni
- Torquato Tasso cavalier di penna e spada
- Il re di Gerusalemme
- Carlomagno in Italia
- Angelica tra i paladini
- Federico II meraviglia del mondo

### Opere tradotte in altre lingue
- Mein Vater Adam, Frankfurt a.M., S. Fischer, 1965. (traduzione tedesca di Mio padre Adamo)
- Mein Vater Adam ; Der Widder auf den Wolken : zwei sizilianische Romane, Frankfurt a.M., S. Fischer, 1965. (traduzione tedesca di Mio padre Adamo e La bistenta)
- Min Fader Adam, Göteborg, Bokbuskqvist, 1974. (traduzione svedese di Mio padre Adamo)
- Santo António: uma voz que ainda fala, São Paulo, Paulinas, 1980.
- The little Jesus of Sicily, Fayetteville, Ark., University of Arkansas Press, 1999. (traduzione inglese curata da Louise Rozier de Il giorno che fui Gesù)